# Fontaine-sur-Somme
Fontaine-sur-Somme – miejscowość i gmina we Francji, w regionie Hauts-de-France, w departamencie Somma.
Według danych na rok 2011 gminę zamieszkiwały 542 osoby, a gęstość zaludnienia wynosiła 36 osób/km² (wśród 2293 gmin Pikardii Fontaine-sur-Somme plasuje się na 584. miejscu pod względem liczby ludności, natomiast pod względem powierzchni na miejscu 202.).